# Trichomasthus coeruleus
Trichomasthus coeruleus is een vliesvleugelig insect uit de familie Encyrtidae. De wetenschappelijke naam is voor het eerst geldig gepubliceerd in 1923 door Mercet.